# Bulbophyllum ivorense
Bulbophyllum ivorense é uma espécie de orquídea (família Orchidaceae) pertencente ao gênero Bulbophyllum. Foi descrita por Phillip James Cribb em 1975.